# Agaricus bitorquis
Agaricus bitorquis es una especie de hongo comestible, basidiomicetos de la familia Agaricaceae.

## Características
La forma del sombrero (Píleo (micología)) es convexo a plano en su parte superior, seca, suave y blanca, miden entre 4 y 15 centímetros  de diámetro, su color es blanquecino.
Es un hongo que está extendido en América del Norte y Europa, crecen en los jardines y en los bordes de los caminos que hayan recibido sal para combatir el hielo en el invierno. Es de producirse y madurar bajo tierra.

## Comestibilidad
Es comestible y su sabor es arenoso (debido a su hábitat subterráneo), la carne es sólida, firme y de suave olor. Se los puede cultivar, es resistente a las enfermedades virales y pueden crecer con temperaturas altas, lo que puede favorecer a los cultivadores a bajar costos, ya que no es necesario mantener temperaturas bajas en verano.